# Степановка (Глусский район)
Степа́новка (бел. Сцяпанаўка) — деревня в составе Козловичского сельсовета Глусского района Могилёвской области Республики Беларусь.

## Население
- 1999 год — 131 человек
- 2009 год — 51 человек